# Аугментация

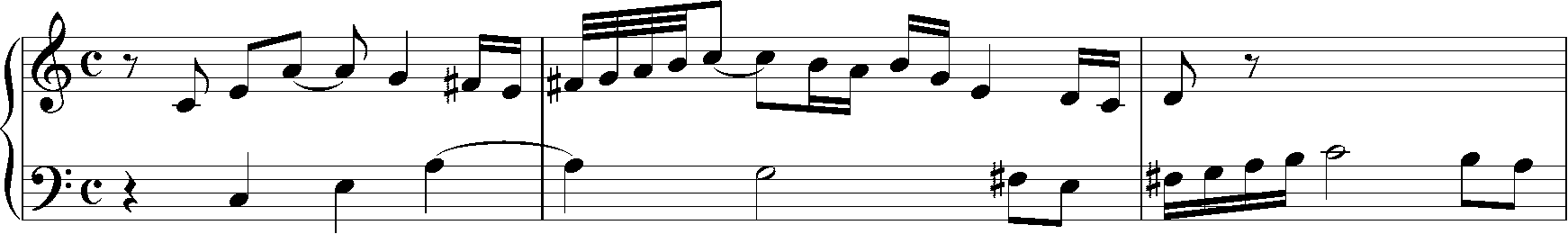
Бах. Вариации на хорал «Vom Himmel hoch»; вариация IV Clav. et Pedal per augmentationem in Canone all’ottava. Нижний голос проводит исходную тему в увеличении 2:1, образуя с ней изысканный ритмический канон

Аугмента́ция (позднелат. augmentatio — увеличение, расширение) — техника ритмической композиции в старинной музыке.

## Краткая характеристика

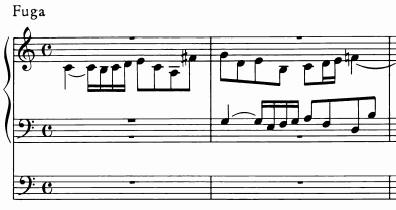
Бах. Органная фуга C-dur BWV 547, т.1, главная тема (фрагмент)

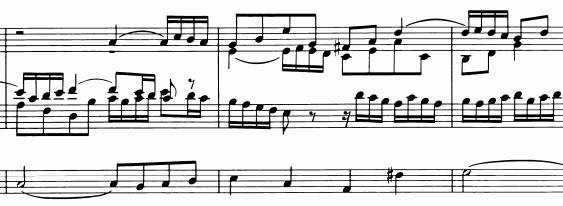
Та же фуга, т.49, главная тема (в педали) в увеличении 2:1

Под аугментацией понимается пропорциональное увеличение длительностей по отношению к прежде звучавшей (или нотированной) исходной мелодии, теме. Аугментация применялась преимущественно в полифонической музыке Средних веков, Возрождения и барокко, например, в мотетах и мессах на cantus firmus. В имитационной полифонии — один из приёмов канонической техники, то же, что увеличение; ритмическому увеличению в имитационной полифонии противоположно по смыслу ритмическое уменьшение, или диминуция. Примером может служить канон «Qui tollis» из Credo мессы «Je ne demande» Я. Обрехта, где риспоста повторяет музыку пропосты сначала в пятикратном, затем в четырёхкратном и, наконец, в трёхкратном увеличении.
Из вокальной полифонии Ренессанса техника аугментации перекочевала в инструментальную. Примеры ей можно найти в ричеркарах и фантазиях Джироламо Фрескобальди и Яна П. Свелинка (Хроматическая фантазия, тт. 119—126, в басу). Пример аугментации из эпохи барокко — органная фуга C-dur (BWV 547) И. С. Баха, где проведение темы в увеличении (т. 49 и далее), порученное композитором педальному басу, образует первую кульминацию фуги (см. иллюстрацию). Другой пример из музыки Баха — четвёртая вариация из цикла вариаций на хорал «Vom Himmel hoch, da komm' ich her» (BWV 769; см. иллюстрацию).
Аугментация изредка встречается и в неполифонической музыке, например, в первой части Четвёртой симфонии Брамса, в тт. 246—258 у духовых (ср. тт. 1-4 той же части, у струнных).